# 亨利·貝克勒
安托万·亨利·貝克勒（法語：Antoine Henri Becquerel，1852年12月15日—1908年8月25日），一译贝克雷尔，法国物理学家。因发现天然放射性现象而与居里夫妇一同获得1903年诺贝尔物理学奖。放射性的國際單位制單位貝克勒 (Bq) 就是以他的名字命名的。
受伦琴发现X-射线的启发，貝克勒在研究鈾和鉀的雙硫酸鹽的磷光现象。他讓這兩樣材料曝露於陽光，然後用黑紙把曝光過的材料和感光底片包在一起。一段時間后，沖洗底片，底片上顯示出鈾晶體的影像。貝克勒推测：「材料所發出的磷光射线能穿過不透光的紙張」。剛開始時他以為是晶体吸收太陽的能量，然後發出X射線。
在1896年2月26日和2月27日，貝克勒本打算把包好的鈾和感光底片曬太陽，但巴黎多云，阳光时断时续，没有达到理想的实验效果，于是他把材料送回抽屜避光保存。之后几天都是阴天，也未能进行阳光激发实验。到了3月1日他沖洗底片，因为阳光激发的时间不长，所以他预计磷光强度会很弱，只能看到模糊的影像，想不到卻看到非常清晰的影像，使他大為驚訝。进一步的实验显示：鈾不需要外來的能源如陽光也能發射輻射，因此他發現了放射性，從材料中自發的發出輻射。
1900年，貝克勒在他生命的後期測量了Beta粒子的特性，他意識到它們與離開原子核的高速電子具有相同的測量結果。1901年貝克勒發現放射線可用於醫學，他在背心口袋裡放了一塊鐳時發現了這個現象，並意識到自己被它燒傷了，此一發現促進了放射療法的發展，放射療法現時用於治療癌症。貝克勒在發現放射性後沒能活多久，於 1908年8月25日在法國勒克魯瓦西克去世，享年55歲。其死因不明，但據報導稱“他的皮膚嚴重燒傷，可能是由於處理放射性物質所致” 。

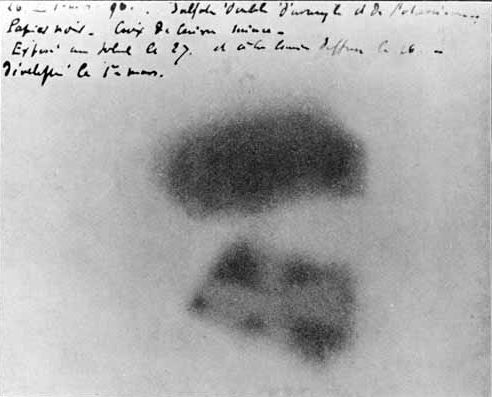
貝克勒发现放射性的底片